# 반스이소

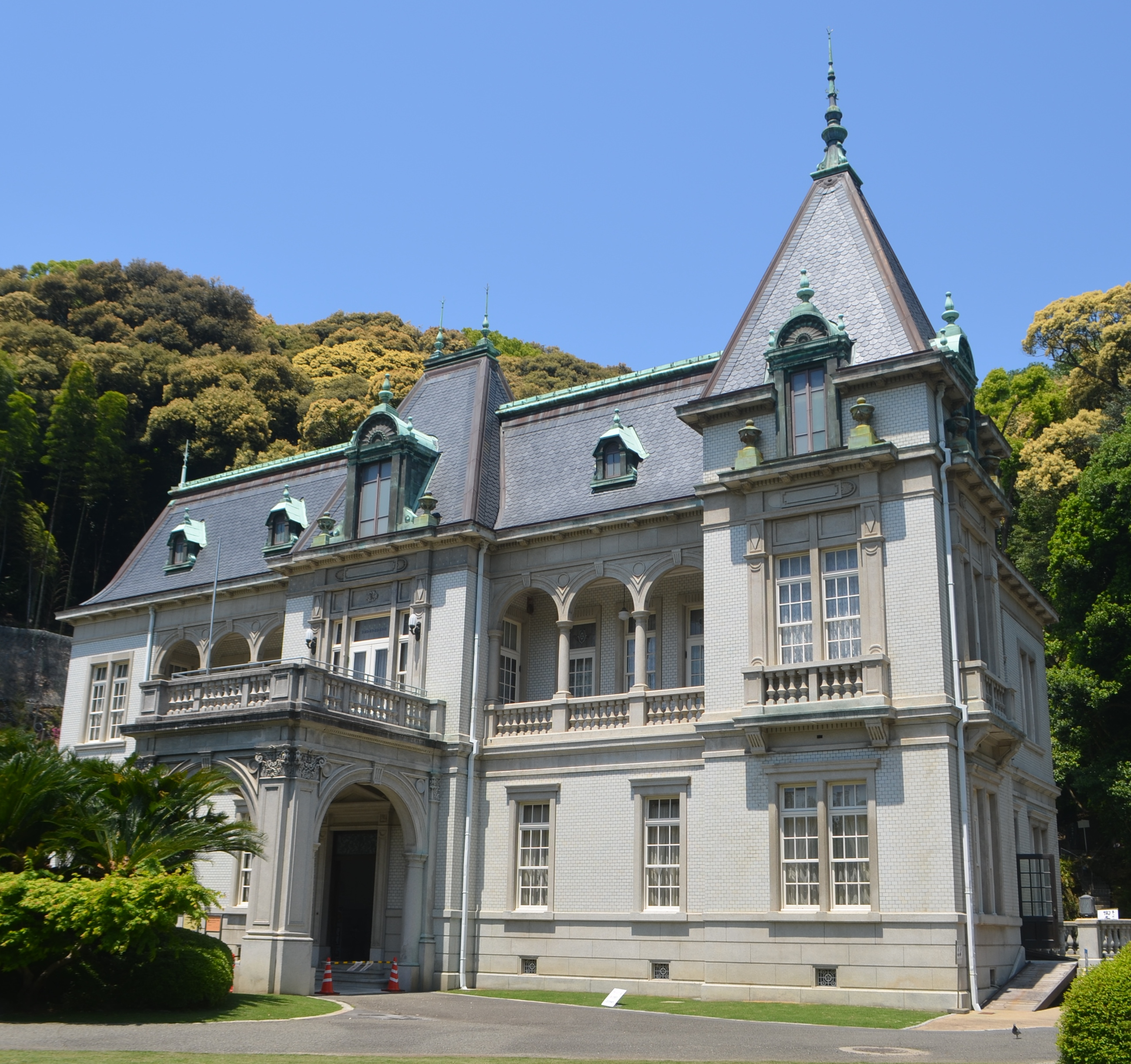
반스이소 본관 (2016년)

반스이소(萬翠荘)는 일본 에히메현 마쓰야마시 중심부에 위치한 프랑스 풍 저택이다. 마쓰야마성의 시로산 남쪽 기슭에 위치한다. 중요 문화재로 지정되어 있다.
폐번치현 되기 전의 마쓰야마는 마쓰야마 번 영지였으며 히사마쓰 사다코토 백작이 1922년에 건축한 별장이다.